# Robinsonia multimaculata
Robinsonia multimaculata là một loài bướm đêm thuộc phân họ Arctiinae, họ Erebidae.